# Milon de Nanteuil
Milon de Nanteuil  († 6. September 1234) war ein Bischof von Beauvais. Er war ein Sohn des Gaucher de Châtillon und der Helvide de Nanteuil. Milons Vater war ein Angehöriger der Burgherrenfamilie Châtillon und begründete einen jüngeren Zweig der Familie mit dem Erbe seiner Frau, Nanteuil-la-Fosse, als Stammsitz.

## Leben

Die Eroberung von Damietta durch die Kreuzfahrer. Gemälde von Cornelis Claesz. van Wieringen.

Milon de Nanteuil gehörte als Geistlicher zum Anhang des Bischofs Philipp von Beauvais und kandidierte 1202 für das Erzbistum Reims. Sein Versuch, die Wahlversammlung mit 3.000 Mark zu bestechen, scheiterte am Eingreifen eines päpstlichen Legaten. 1206 wurde er Kanoniker im Domkapitel von Beauvais und im Folgejahr dessen Dompropst (Prévot). Nach dem Tod des Bischofs Philipp 1217 wird Milon schließlich zum Bischof von Beauvais gewählt, mit diesem Amt war zugleich die Würde eines Pairs verbunden. Im selben Jahr übernahm er die Verwaltung des Erzbistums Reims, nachdem der Erzbischof auf den Kreuzzug von Damiette (Fünfter Kreuzzug) aufgebrochen war. 1219 begab sich Milon mit seinem Bruder, dem Ritter André de Nanteuil, selber auf diesen Kreuzzug, in seinem Amt vertrat ihn der Bischof von Soissons. Bei den Kämpfen um Damiette fiel er kurzzeitig in die Gefangenschaft der Sarazenen, wurde aber wieder ausgelöst. Auf seiner Rückreise nach Frankreich besuchte er 1222 Rom, wo er von Papst Honorius III. die Weihe zum Bischof erhielt. In Frankreich angekommen assistierte er 1223 bei der Beerdigung König Philipps II. August. Im Jahr 1225 begann er mit der Entwicklung von Plänen zum Bau einer neuen Kathedrale in Beauvais, nachdem die alte kurz zuvor bei einem Feuer zerstört worden war. Den König Ludwig VIII. begleitete er 1226 auf den Albigenserkreuzzug und nahm noch im selben Jahr an der Krönung König Ludwigs IX. teil.
Im Jahr 1232 geriet Milon mit dem jungen König in einen schwerwiegenden Konflikt, der sich an der Wahl des Bürgermeisters von Beauvais entzündet hatte. König Philipp II. hatte einst das Wahlrecht der Stadt anerkannt, wonach der Bischof einen aus mehreren durch die Bürgerschaft vorgeschlagenen Kandidaten zum Bürgermeister ernennen kann, unabhängig von königlichen Interessen. Als es aber 1232 zu Komplikationen in der Wahl kam, mischte sich König Ludwig IX. in die Angelegenheit ein und ernannte eigenmächtig einen Bürger aus Senlis zum Bürgermeister. Darauf kam es zu einem gewaltsamen Aufstand der Bürger von Beauvais, bei dem es zu mehreren Toten kam. Milon traf sich darauf mit dem König in Bresle und bat diesen sich aus dieser Angelegenheit herauszuhalten, da sie die episkopale Gerichtsbarkeit beträfe und nicht die königliche. Ludwig IX. ließ dieses Argument nicht gelten und zog in Beauvais ein. Er ließ mehrere Verantwortliche für die Unruhen verhaften und in eigens neu gebaute Gefängnisse sperren, die Häuser von fünfzehn vermeintlich korrupten Bürgern ließ er einreißen und 1.500 Menschen nach Paris zwangsumsiedeln.
König Ludwig IX. hatte damit eine königliche Herrschaft in Beauvais etabliert, die er sogleich den Bischof spüren ließ, indem er von ihm 800 Pariser Pfund als Ablösesumme für die Gastungspflicht verlangte. Die bischöfliche Pflicht für die Aufenthalte des Königs in der Stadt aufzukommen, wurde aber einst von König Philipp II. auf 100 Pfund veranschlagt, Ludwig IX. aber rechtfertigte seine weit höhere Forderung wegen der Außerordentlichkeit seines Besuchs. Als Milon um einen Zahlungsaufschub bat, ließ der König sofort seine Temporalien einziehen und seinen Wein auf dem Marktplatz von Beauvais verkaufen. Milon appellierte bei seinen Amtskollegen, dem Erzbischof von Reims und bei Papst Gregor IX. um Unterstützung. Sie alle solidarisierten sich mit ihm, so dass er das Interdikt über seine eigene Diözese verhängen konnte. Eine Provinzialsynode verurteilte die Haltung des Königs und der Papst bat die Königinmutter, Blanka von Kastilien, Einfluss auf ihren Sohn zu nehmen.
Inmitten der Auseinandersetzung starb Milon 1234. Sein Amtsnachfolger führte den Streit mit dem König fort, der Papst drohte diesem sogar mit der Exkommunikation. Doch letztlich musste das Bistum Beauvais gegenüber der Krone nachgeben und einem erheblichen Machtverlust in seinem Amtsbezirk hinnehmen, da der Papst in seiner Auseinandersetzung mit dem Kaiser auf ein gutes Einvernehmen mit Frankreich angewiesen war.
Milon war ein Gönner des Poeten und Schriftstellers Jean Renart.